# Thomas Kelly (cầu thủ bóng đá)
Thomas Kelly là một cầu thủ bóng đá chuyên nghiệp người Anh thi đấu ở vị trí tiền vệ cho Sunderland.